# 2016年夏季奧林匹克運動會男子水球比賽
2016年夏季奧林匹克運動會男子水球比賽于2016年8月6日至20日在巴西里约热内卢瑪麗亞·蓮克水上運動中心和奧林匹克水上運動中心举行。
以小组第四名出线的塞尔维亚队在淘汰赛阶段连闯数关，最终在决赛中击败克罗地亚，夺得冠军。意大利队在铜牌赛上击败黑山队，夺得铜牌。

## 赛程安排
| G | 小组赛 | ¼ | 1/4决赛 | ½ | 半决赛 | B | 铜牌赛 | F | 决赛 |

| 6日（六） | 7日（日） | 8日（一） | 9日（二） | 10日（三） | 11（四） | 12（五） | 13（六） | 14日（日） | 15日（一） | 16日（二） | 17日（三） | 18日（四） | 19日（五） | 19日（五） | 20（六） | 20（六） |
| --------- | --------- | --------- | --------- | ---------- | -------- | -------- | -------- | ---------- | ---------- | ---------- | ---------- | ---------- | ---------- | ---------- | -------- | -------- |
| G         |           | G         |           | G          |          | G        |          | G          |            | ¼          |            | ½          |            |            | B        | F        |

## 参赛资格
| 資格賽               | 日期                  | 主辦城市         | 資格數 | 取得資格隊伍 |
| -------------------- | --------------------- | ---------------- | ------ | ------------ |
| 主辦國               | 2009年10月2日         | 丹麥哥本哈根     | 1      | 巴西         |
| 2015年世界聯賽       | 2015年6月23日至28日   | 義大利貝加莫     | 1      | 塞爾維亞     |
| 2015年泛美運動會     | 2015年7月7日至15日    | 加拿大多倫多     | 1      | 美国         |
| 2015年世界游泳錦標賽 | 2015年7月27日至8月8日 | 俄羅斯喀山       | 2      |              |
| 2015年世界游泳錦標賽 | 2015年7月27日至8月8日 | 俄羅斯喀山       | 2      | 希腊         |
| 大洋洲資格賽         | 2015年10月19日        | 伯斯             | 1      |              |
| 2015年亞洲錦標賽     | 2015年12月16日至20日  | 佛山市           | 1      | 日本         |
| 2016年歐洲錦標賽     | 2016年1月10日至23日   | 塞爾維亞貝爾格勒 | 1      | 蒙特內哥羅   |
| 世界資格賽           | 2016年4月3日至10日    | 第里雅斯特       | 4      | 匈牙利       |
| 世界資格賽           | 2016年4月3日至10日    | 第里雅斯特       | 4      | 義大利       |
| 世界資格賽           | 2016年4月3日至10日    | 第里雅斯特       | 4      | 西班牙       |
| 世界資格賽           | 2016年4月3日至10日    | 第里雅斯特       | 4      | 法國         |
| 總計                 |                       |                  | 12     |              |

## 抽签
抽签于2016年4月10日进行。此次比赛的十二支队伍被分在两个不同的小组内，小组前四名队伍晋级淘汰赛。
| 第一档次   | 第二档次          | 第三档次 | 第四档次    | 第五档次        | 第六档次      |
| ---------- | ----------------- | -------- | ----------- | --------------- | ------------- |
| 塞爾維亞 · | 希腊 · 蒙特內哥羅 | 美国 ·   | 法國 · 日本 | 匈牙利 · 義大利 | 西班牙 · 巴西 |

## 裁判
以下是为此次比赛执法的裁判：
- German Moller
- Daniel Flahive
- Mark Koganov
- Fabio Toffoli
- Marie-Claude Deslières
- 倪世伟
- Nenad Peris
- Hatem Gaber
- Benjamin Mercier
- Georgios Stavridis
- Péter Molnár
- Masoud Rezvani
- Filippo Gomez
- 田原忠雄
- Stanko Ivanovski
- Diana Dutilh-Dumas
- Radosław Koryzna
- Adrian Alexandrescu
- Sergey Naumov
- Vojin Putniković
- Boris Margeta
- Dion Willis
- Francesc Buch
- Joseph Peila

## 小组赛

### A组
| 排名 | 隊伍     | 賽 | 勝 | 和 | 負 | 得 | 失 | 差  | 分 | 獲得資格   |
| ---- | -------- | -- | -- | -- | -- | -- | -- | --- | -- | ---------- |
| 1    | 匈牙利   | 5  | 2  | 3  | 0  | 57 | 43 | +14 | 7  | 晋级淘汰赛 |
| 2    | 希腊     | 5  | 2  | 2  | 1  | 41 | 40 | +1  | 6  | 晋级淘汰赛 |
| 3    | 巴西 (H) | 5  | 3  | 0  | 2  | 40 | 39 | +1  | 6  | 晋级淘汰赛 |
| 4    | 塞爾維亞 | 5  | 2  | 2  | 1  | 49 | 44 | +5  | 6  | 晋级淘汰赛 |
| 5    |          | 5  | 2  | 1  | 2  | 44 | 40 | +4  | 5  |            |
| 6    | 日本     | 5  | 0  | 0  | 5  | 36 | 61 | −25 | 0  |            |

| 2016年8月6日 09:00 | 报告 | 塞爾維亞                      | 13–13                   | 匈牙利       | 里约热内卢瑪麗亞·蓮克水上運動中心 裁判： Adrian Alexandrescu（罗马尼亚）、Radosław Koryzna（波兰） |
| 2016年8月6日 09:00 | 报告 | 每節比分： 3–5, 3–4, 3–2, 4–2 |                         |              | 里约热内卢瑪麗亞·蓮克水上運動中心 裁判： Adrian Alexandrescu（罗马尼亚）、Radosław Koryzna（波兰） |
| 2016年8月6日 09:00 | 报告 | 菲利波维奇 3                  | 進球最多球員 （進球數） | 霍什年斯基 3 | 里约热内卢瑪麗亞·蓮克水上運動中心 裁判： Adrian Alexandrescu（罗马尼亚）、Radosław Koryzna（波兰） |

| 2016年8月6日 13:00 | 报告 | 希腊                          | 8–7                     | 日本       | 里约热内卢瑪麗亞·蓮克水上運動中心 裁判： Sergey Naumov（俄罗斯）、Stanko Ivanovski（黑山） |
| 2016年8月6日 13:00 | 报告 | 每節比分： 2–2, 2–1, 0–4, 4–0 |                         |            | 里约热内卢瑪麗亞·蓮克水上運動中心 裁判： Sergey Naumov（俄罗斯）、Stanko Ivanovski（黑山） |
| 2016年8月6日 13:00 | 报告 | Vlachopoulos 3                | 進球最多球員 （進球數） | 三名队员 2 | 里约热内卢瑪麗亞·蓮克水上運動中心 裁判： Sergey Naumov（俄罗斯）、Stanko Ivanovski（黑山） |

| 2016年8月6日 20:50 | 报告 | 巴西                          | 8–7                     |                       | 里约热内卢瑪麗亞·蓮克水上運動中心 裁判： Filippo Gomez（意大利）、Francesc Buch（西班牙） |
| 2016年8月6日 20:50 | 报告 | 每節比分： 3–2, 2–1, 2–2, 1–2 |                         |                       | 里约热内卢瑪麗亞·蓮克水上運動中心 裁判： Filippo Gomez（意大利）、Francesc Buch（西班牙） |
| 2016年8月6日 20:50 | 报告 | Delgado 3                     | 進球最多球員 （進球數） | Campbell、Cotterill 2 | 里约热内卢瑪麗亞·蓮克水上運動中心 裁判： Filippo Gomez（意大利）、Francesc Buch（西班牙） |

| 2016年8月8日 09:00 | 报告 | 塞爾維亞                      | 9–9                     | 希腊         | 里约热内卢瑪麗亞·蓮克水上運動中心 裁判： Mark Koganov（阿塞拜疆）、Joseph Peila（美国） |
| 2016年8月8日 09:00 | 报告 | 每節比分： 1–2, 0–2, 4–3, 4–2 |                         |              | 里约热内卢瑪麗亞·蓮克水上運動中心 裁判： Mark Koganov（阿塞拜疆）、Joseph Peila（美国） |
| 2016年8月8日 09:00 | 报告 | 菲利波维奇 2                  | 進球最多球員 （進球數） | Fountoulis 4 | 里约热内卢瑪麗亞·蓮克水上運動中心 裁判： Mark Koganov（阿塞拜疆）、Joseph Peila（美国） |

| 2016年8月8日 13:00 | 报告 | 匈牙利                        | 9–9                     |            | 里约热内卢瑪麗亞·蓮克水上運動中心 裁判： Boris Margeta（斯洛文尼亚）、Filippo Gomez（意大利） |
| 2016年8月8日 13:00 | 报告 | 每節比分： 4–3, 2–2, 1–3, 2–1 |                         |            | 里约热内卢瑪麗亞·蓮克水上運動中心 裁判： Boris Margeta（斯洛文尼亚）、Filippo Gomez（意大利） |
| 2016年8月8日 13:00 | 报告 | 三名队员 2                    | 進球最多球員 （進球數） | Campbell 4 | 里约热内卢瑪麗亞·蓮克水上運動中心 裁判： Boris Margeta（斯洛文尼亚）、Filippo Gomez（意大利） |

| 2016年8月8日 19:30 | 报告 | 日本                          | 8–16                    | 巴西       | 里约热内卢瑪麗亞·蓮克水上運動中心 裁判： Nenad Peris（克罗地亚）、Francesc Buch（西班牙） |
| 2016年8月8日 19:30 | 报告 | 每節比分： 2–5, 1–3, 4–4, 1–4 |                         |            | 里约热内卢瑪麗亞·蓮克水上運動中心 裁判： Nenad Peris（克罗地亚）、Francesc Buch（西班牙） |
| 2016年8月8日 19:30 | 报告 | 三名队员 2                    | 進球最多球員 （進球數） | 弗尔利奇 5 | 里约热内卢瑪麗亞·蓮克水上運動中心 裁判： Nenad Peris（克罗地亚）、Francesc Buch（西班牙） |

| 2016年8月10日 09:00 | 报告 |                               | 8–6                     | 日本                 | 里约热内卢瑪麗亞·蓮克水上運動中心 裁判： Francesc Buch（西班牙）、Joseph Peila（美国） |
| 2016年8月10日 09:00 | 报告 | 每節比分： 1–2, 2–1, 3–2, 2–1 |                         |                      | 里约热内卢瑪麗亞·蓮克水上運動中心 裁判： Francesc Buch（西班牙）、Joseph Peila（美国） |
| 2016年8月10日 09:00 | 报告 | Kayes 4                       | 進球最多球員 （進球數） | 大川庆悟、竹井昂司 2 | 里约热内卢瑪麗亞·蓮克水上運動中心 裁判： Francesc Buch（西班牙）、Joseph Peila（美国） |

| 2016年8月10日 10:20 | 报告 | 希腊                          | 8–8                     | 匈牙利   | 里约热内卢瑪麗亞·蓮克水上運動中心 裁判： Nenad Peris（克罗地亚）、Mark Koganov（阿塞拜疆） |
| 2016年8月10日 10:20 | 报告 | 每節比分： 1–2, 1–1, 4–2, 2–3 |                         |          | 里约热内卢瑪麗亞·蓮克水上運動中心 裁判： Nenad Peris（克罗地亚）、Mark Koganov（阿塞拜疆） |
| 2016年8月10日 10:20 | 报告 | Vlachopoulos 3                | 進球最多球員 （進球數） | 哈劳伊 3 | 里约热内卢瑪麗亞·蓮克水上運動中心 裁判： Nenad Peris（克罗地亚）、Mark Koganov（阿塞拜疆） |

| 2016年8月10日 19:30 | 报告 | 巴西                          | 6–5                     | 塞爾維亞   | 里约热内卢瑪麗亞·蓮克水上運動中心 裁判： Benjamin Mercier（法国）、倪世伟（中国） |
| 2016年8月10日 19:30 | 报告 | 每節比分： 0–2, 3–1, 2–0, 1–2 |                         |            | 里约热内卢瑪麗亞·蓮克水上運動中心 裁判： Benjamin Mercier（法国）、倪世伟（中国） |
| 2016年8月10日 19:30 | 报告 | 弗尔利奇 2                    | 進球最多球員 （進球數） | 五名队员 1 | 里约热内卢瑪麗亞·蓮克水上運動中心 裁判： Benjamin Mercier（法国）、倪世伟（中国） |

| 2016年8月12日 09:00 | 报告 | 匈牙利                        | 17–7                    | 日本       | 里约热内卢瑪麗亞·蓮克水上運動中心 裁判： Stanko Ivanovski（黑山）、Masoud Rezvani（伊朗） |
| 2016年8月12日 09:00 | 报告 | 每節比分： 5–1, 6–2, 2–2, 4–2 |                         |            | 里约热内卢瑪麗亞·蓮克水上運動中心 裁判： Stanko Ivanovski（黑山）、Masoud Rezvani（伊朗） |
| 2016年8月12日 09:00 | 报告 | 基什 5                        | 進球最多球員 （進球數） | 竹井昂司 3 | 里约热内卢瑪麗亞·蓮克水上運動中心 裁判： Stanko Ivanovski（黑山）、Masoud Rezvani（伊朗） |

| 2016年8月12日 19:30 | 报告 | 希腊                          | 9–4                     | 巴西    | 里约热内卢瑪麗亞·蓮克水上運動中心 裁判： Boris Margate（斯洛文尼亚）、Sergey Naumov（俄罗斯） |
| 2016年8月12日 19:30 | 报告 | 每節比分： 3–1, 1–1, 3–2, 2–0 |                         |         | 里约热内卢瑪麗亞·蓮克水上運動中心 裁判： Boris Margate（斯洛文尼亚）、Sergey Naumov（俄罗斯） |
| 2016年8月12日 19:30 | 报告 | 三名队员 2                    | 進球最多球員 （進球數） | Silva 2 | 里约热内卢瑪麗亞·蓮克水上運動中心 裁判： Boris Margate（斯洛文尼亚）、Sergey Naumov（俄罗斯） |

| 2016年8月12日 22:10 | 报告 | 塞爾維亞                      | 10–8                    |             | 里约热内卢瑪麗亞·蓮克水上運動中心 裁判： Adrian Alexandrescu（罗马尼亚）、Francesc Buch（西班牙） |
| 2016年8月12日 22:10 | 报告 | 每節比分： 2–2, 2–3, 2–1, 4–2 |                         |             | 里约热内卢瑪麗亞·蓮克水上運動中心 裁判： Adrian Alexandrescu（罗马尼亚）、Francesc Buch（西班牙） |
| 2016年8月12日 22:10 | 报告 | 三名队员 2                    | 進球最多球員 （進球數） | Cotterill 2 | 里约热内卢瑪麗亞·蓮克水上運動中心 裁判： Adrian Alexandrescu（罗马尼亚）、Francesc Buch（西班牙） |

| 2016年8月14日 14:10 | 报告 |                               | 12–7                    | 希腊         | 里约热内卢奧林匹克水上運動中心 裁判： Filippo Gomez（意大利）、Joseph Peila（美国） |
| 2016年8月14日 14:10 | 报告 | 每節比分： 5–3, 5–1, 0–1, 2–2 |                         |              | 里约热内卢奧林匹克水上運動中心 裁判： Filippo Gomez（意大利）、Joseph Peila（美国） |
| 2016年8月14日 14:10 | 报告 | Cotterill、Howden 3           | 進球最多球員 （進球數） | Fountoulis 3 | 里约热内卢奧林匹克水上運動中心 裁判： Filippo Gomez（意大利）、Joseph Peila（美国） |

| 2016年8月14日 19:30 | 报告 | 塞爾維亞                      | 12–8                    | 日本       | 里约热内卢奧林匹克水上運動中心 裁判： Nenad Peris（克罗地亚）、Benjamin Mercier（法国） |
| 2016年8月14日 19:30 | 报告 | 每節比分： 2–5, 3–0, 4–2, 3–1 |                         |            | 里约热内卢奧林匹克水上運動中心 裁判： Nenad Peris（克罗地亚）、Benjamin Mercier（法国） |
| 2016年8月14日 19:30 | 报告 | 菲利波维奇 6                  | 進球最多球員 （進球數） | 竹井昂司 5 | 里约热内卢奧林匹克水上運動中心 裁判： Nenad Peris（克罗地亚）、Benjamin Mercier（法国） |

| 2016年8月14日 20:50 | 报告 | 巴西                          | 6–10                    | 匈牙利     | 里约热内卢奧林匹克水上運動中心 裁判： Francesc Buch（西班牙）、Stanko Ivanovski（黑山） |
| 2016年8月14日 20:50 | 报告 | 每節比分： 0–3, 1–2, 3–3, 2–2 |                         |            | 里约热内卢奧林匹克水上運動中心 裁判： Francesc Buch（西班牙）、Stanko Ivanovski（黑山） |
| 2016年8月14日 20:50 | 报告 | Gomes、Perrone 2              | 進球最多球員 （進球數） | 三名队员 2 | 里约热内卢奧林匹克水上運動中心 裁判： Francesc Buch（西班牙）、Stanko Ivanovski（黑山） |

### B组
| 排名 | 隊伍       | 賽 | 勝 | 和 | 負 | 得 | 失 | 差  | 分 | 獲得資格   |
| ---- | ---------- | -- | -- | -- | -- | -- | -- | --- | -- | ---------- |
| 1    | 西班牙     | 5  | 3  | 1  | 1  | 46 | 35 | +11 | 7  | 晋级淘汰赛 |
| 2    |            | 5  | 3  | 0  | 2  | 37 | 37 | 0   | 6  | 晋级淘汰赛 |
| 3    | 義大利     | 5  | 3  | 0  | 2  | 40 | 41 | −1  | 6  | 晋级淘汰赛 |
| 4    | 蒙特內哥羅 | 5  | 2  | 1  | 2  | 36 | 32 | +4  | 5  | 晋级淘汰赛 |
| 5    | 美国       | 5  | 2  | 0  | 3  | 35 | 35 | 0   | 4  |            |
| 6    | 法國       | 5  | 1  | 0  | 4  | 28 | 42 | −14 | 2  |            |

| 2016年8月6日 10:20 | 报告 | 美国                          | 5–7                     |                    | 里约热内卢瑪麗亞·蓮克水上運動中心 裁判： Boris Margeta（斯洛文尼亚）、Daniel Flahive（澳大利亚） |
| 2016年8月6日 10:20 | 报告 | 每節比分： 2–2, 1–1, 1–2, 1–2 |                         |                    | 里约热内卢瑪麗亞·蓮克水上運動中心 裁判： Boris Margeta（斯洛文尼亚）、Daniel Flahive（澳大利亚） |
| 2016年8月6日 10:20 | 报告 | Azevedo 2                     | 進球最多球員 （進球數） | 约科维奇、舍特卡 2 | 里约热内卢瑪麗亞·蓮克水上運動中心 裁判： Boris Margeta（斯洛文尼亚）、Daniel Flahive（澳大利亚） |

| 2016年8月6日 11:40 | 报告 | 西班牙                        | 8–9                     | 義大利               | 里约热内卢瑪麗亞·蓮克水上運動中心 裁判： Vojin Putniković（塞尔维亚）、Georgios Stavridis（希腊） |
| 2016年8月6日 11:40 | 报告 | 每節比分： 3–2, 2–1, 1–2, 2–4 |                         |                      | 里约热内卢瑪麗亞·蓮克水上運動中心 裁判： Vojin Putniković（塞尔维亚）、Georgios Stavridis（希腊） |
| 2016年8月6日 11:40 | 报告 | 莫利纳 4                      | 進球最多球員 （進球數） | 菲廖利、C·普雷休蒂 3 | 里约热内卢瑪麗亞·蓮克水上運動中心 裁判： Vojin Putniković（塞尔维亚）、Georgios Stavridis（希腊） |

| 2016年8月6日 19:30 | 报告 | 法國                          | 4–7                     | 蒙特內哥羅 | 里约热内卢瑪麗亞·蓮克水上運動中心 裁判： Mark Koganov（阿塞拜疆）、Péter Molnár（匈牙利） |
| 2016年8月6日 19:30 | 报告 | 每節比分： 0–2, 0–3, 1–0, 3–2 |                         |            | 里约热内卢瑪麗亞·蓮克水上運動中心 裁判： Mark Koganov（阿塞拜疆）、Péter Molnár（匈牙利） |
| 2016年8月6日 19:30 | 报告 | 四名队员 1                    | 進球最多球員 （進球數） | 拉多维奇 3 | 里约热内卢瑪麗亞·蓮克水上運動中心 裁判： Mark Koganov（阿塞拜疆）、Péter Molnár（匈牙利） |

| 2016年8月8日 10:20 | 报告 | 義大利                        | 11–8                    | 法國       | 里约热内卢瑪麗亞·蓮克水上運動中心 裁判： Radosław Koryzna（波兰）、Sergey Naumov（俄罗斯） |
| 2016年8月8日 10:20 | 报告 | 每節比分： 4–3, 4–1, 1–2, 2–2 |                         |            | 里约热内卢瑪麗亞·蓮克水上運動中心 裁判： Radosław Koryzna（波兰）、Sergey Naumov（俄罗斯） |
| 2016年8月8日 10:20 | 报告 | 艾卡尔迪 4                    | 進球最多球員 （進球數） | 三名队员 2 | 里约热内卢瑪麗亞·蓮克水上運動中心 裁判： Radosław Koryzna（波兰）、Sergey Naumov（俄罗斯） |

| 2016年8月8日 11:40 | 报告 | 美国                          | 9–10                    | 西班牙     | 里约热内卢瑪麗亞·蓮克水上運動中心 裁判： Adrian Alexandrescu（罗马尼亚）、Péter Molnár（匈牙利） |
| 2016年8月8日 11:40 | 报告 | 每節比分： 2–4, 3–1, 2–3, 2–2 |                         |            | 里约热内卢瑪麗亞·蓮克水上運動中心 裁判： Adrian Alexandrescu（罗马尼亚）、Péter Molnár（匈牙利） |
| 2016年8月8日 11:40 | 报告 | Bonanni 4                     | 進球最多球員 （進球數） | 埃切尼克 3 | 里约热内卢瑪麗亞·蓮克水上運動中心 裁判： Adrian Alexandrescu（罗马尼亚）、Péter Molnár（匈牙利） |

| 2016年8月8日 20:50 | 报告 |                               | 8–7                     | 蒙特內哥羅              | 里约热内卢瑪麗亞·蓮克水上運動中心 裁判： Georgios Stavridis（希腊）、Daniel Flahive（澳大利亚） |
| 2016年8月8日 20:50 | 报告 | 每節比分： 2–2, 2–1, 1–2, 3–2 |                         |                         | 里约热内卢瑪麗亞·蓮克水上運動中心 裁判： Georgios Stavridis（希腊）、Daniel Flahive（澳大利亚） |
| 2016年8月8日 20:50 | 报告 | 三名队员 2                    | 進球最多球員 （進球數） | Dr·布尔古连、亚诺维奇 2 | 里约热内卢瑪麗亞·蓮克水上運動中心 裁判： Georgios Stavridis（希腊）、Daniel Flahive（澳大利亚） |

| 2016年8月10日 11:40 | 报告 | 法國                          | 3–6                     | 美国      | 里约热内卢瑪麗亞·蓮克水上運動中心 裁判： German Moller（阿根廷）、Adrian Alexandrescu（罗马尼亚） |
| 2016年8月10日 11:40 | 报告 | 每節比分： 1–1, 0–4, 0–0, 2–1 |                         |           | 里约热内卢瑪麗亞·蓮克水上運動中心 裁判： German Moller（阿根廷）、Adrian Alexandrescu（罗马尼亚） |
| 2016年8月10日 11:40 | 报告 | 三名队员 1                    | 進球最多球員 （進球數） | Samuels 3 | 里约热内卢瑪麗亞·蓮克水上運動中心 裁判： German Moller（阿根廷）、Adrian Alexandrescu（罗马尼亚） |

| 2016年8月10日 13:00 | 报告 | 蒙特內哥羅                    | 5–6                     | 義大利       | 里约热内卢瑪麗亞·蓮克水上運動中心 裁判： Péter Molnár（匈牙利）、Georgios Stavridis（希腊） |
| 2016年8月10日 13:00 | 报告 | 每節比分： 1–2, 1–1, 0–1, 3–2 |                         |              | 里约热内卢瑪麗亞·蓮克水上運動中心 裁判： Péter Molnár（匈牙利）、Georgios Stavridis（希腊） |
| 2016年8月10日 13:00 | 报告 | Da·布尔古连 2                 | 進球最多球員 （進球數） | 迪富尔维奥 3 | 里约热内卢瑪麗亞·蓮克水上運動中心 裁判： Péter Molnár（匈牙利）、Georgios Stavridis（希腊） |

| 2016年8月10日 20:50 | 报告 | 西班牙                        | 9–4                     |            | 里约热内卢瑪麗亞·蓮克水上運動中心 裁判： Boris Margeta（斯洛文尼亚）、Radosław Koryzna（波兰） |
| 2016年8月10日 20:50 | 报告 | 每節比分： 2–0, 2–1, 1–2, 4–1 |                         |            | 里约热内卢瑪麗亞·蓮克水上運動中心 裁判： Boris Margeta（斯洛文尼亚）、Radosław Koryzna（波兰） |
| 2016年8月10日 20:50 | 报告 | 埃切尼克 4                    | 進球最多球員 （進球數） | 四名队员 1 | 里约热内卢瑪麗亞·蓮克水上運動中心 裁判： Boris Margeta（斯洛文尼亚）、Radosław Koryzna（波兰） |

| 2016年8月12日 10:20 | 报告 |                               | 10–7                    | 義大利 | 里约热内卢瑪麗亞·蓮克水上運動中心 裁判： Mark Koganov（阿塞拜疆）、Daniel Flahive（澳大利亚） |
| 2016年8月12日 10:20 | 报告 | 每節比分： 1–1, 4–3, 3–2, 2–1 |                         |        | 里约热内卢瑪麗亞·蓮克水上運動中心 裁判： Mark Koganov（阿塞拜疆）、Daniel Flahive（澳大利亚） |
| 2016年8月12日 10:20 | 报告 | 苏克诺 5                      | 進球最多球員 （進球數） | 加洛 2 | 里约热内卢瑪麗亞·蓮克水上運動中心 裁判： Mark Koganov（阿塞拜疆）、Daniel Flahive（澳大利亚） |

| 2016年8月12日 11:40 | 报告 | 美国                          | 5–8                     | 蒙特內哥羅    | 里约热内卢瑪麗亞·蓮克水上運動中心 裁判： Radosław Koryzna（波兰）、Georgios Stavridis（希腊） |
| 2016年8月12日 11:40 | 报告 | 每節比分： 1–2, 0–0, 2–2, 2–4 |                         |               | 里约热内卢瑪麗亞·蓮克水上運動中心 裁判： Radosław Koryzna（波兰）、Georgios Stavridis（希腊） |
| 2016年8月12日 11:40 | 报告 | Samuels 2                     | 進球最多球員 （進球數） | Da·布尔古连 2 | 里约热内卢瑪麗亞·蓮克水上運動中心 裁判： Radosław Koryzna（波兰）、Georgios Stavridis（希腊） |

| 2016年8月12日 20:50 | 报告 | 西班牙                        | 10–4                    | 法國         | 里约热内卢瑪麗亞·蓮克水上運動中心 裁判： Fabio Toffoli（巴西）、Péter Molnár（匈牙利） |
| 2016年8月12日 20:50 | 报告 | 每節比分： 3–1, 3–0, 1–1, 3-2 |                         |              | 里约热内卢瑪麗亞·蓮克水上運動中心 裁判： Fabio Toffoli（巴西）、Péter Molnár（匈牙利） |
| 2016年8月12日 20:50 | 报告 | 埃切尼克 3                    | 進球最多球員 （進球數） | Crousillat 2 | 里约热内卢瑪麗亞·蓮克水上運動中心 裁判： Fabio Toffoli（巴西）、Péter Molnár（匈牙利） |

| 2016年8月14日 12:50 | 报告 | 蒙特內哥羅                    | 9–9                     | 西班牙   | 里约热内卢奧林匹克水上運動中心 裁判： Sergey Naumov（俄罗斯）、Radosław Koryzna（波兰） |
| 2016年8月14日 12:50 | 报告 | 每節比分： 2–2, 3–2, 2–4, 2–1 |                         |          | 里约热内卢奧林匹克水上運動中心 裁判： Sergey Naumov（俄罗斯）、Radosław Koryzna（波兰） |
| 2016年8月14日 12:50 | 报告 | 三名队员 2                    | 進球最多球員 （進球數） | 莫利纳 2 | 里约热内卢奧林匹克水上運動中心 裁判： Sergey Naumov（俄罗斯）、Radosław Koryzna（波兰） |

| 2016年8月14日 15:30 | 报告 | 美国                          | 10–7                    | 義大利               | 里约热内卢奧林匹克水上運動中心 裁判： Boris Margeta（斯洛文尼亚）、Vojin Putniković（塞尔维亚） |
| 2016年8月14日 15:30 | 报告 | 每節比分： 2–4, 3–2, 3–1, 2–0 |                         |                      | 里约热内卢奧林匹克水上運動中心 裁判： Boris Margeta（斯洛文尼亚）、Vojin Putniković（塞尔维亚） |
| 2016年8月14日 15:30 | 报告 | 四名队员 2                    | 進球最多球員 （進球數） | 迪富尔维奥、菲廖利 2 | 里约热内卢奧林匹克水上運動中心 裁判： Boris Margeta（斯洛文尼亚）、Vojin Putniković（塞尔维亚） |

| 2016年8月14日 16:50 | 报告 | 法國                          | 9–8                     |          | 里约热内卢奧林匹克水上運動中心 裁判： 倪世伟（中国）、Hatem Gaber（埃及） |
| 2016年8月14日 16:50 | 报告 | 每節比分： 3–2, 3–3, 2–1, 1–2 |                         |          | 里约热内卢奧林匹克水上運動中心 裁判： 倪世伟（中国）、Hatem Gaber（埃及） |
| 2016年8月14日 16:50 | 报告 | Marzouki 3                    | 進球最多球員 （進球數） | 苏克诺 3 | 里约热内卢奧林匹克水上運動中心 裁判： 倪世伟（中国）、Hatem Gaber（埃及） |

## 淘汰赛

### 对阵形势图
|  | 1/4决赛            | 1/4决赛  |            |    | 半决赛 | 半决赛 |  |  | 金牌赛 | 金牌赛 |
|  |                    |          |            |    |        |        |  |  |        |        |
|  | 8月16日            |          |            |    |        |        |  |  |        |        |
|  |                    |          |            |    |        |        |  |  |        |        |
|  | 匈牙利             | 9（2）   |            |    |        |        |  |  |        |        |
|  | 匈牙利             | 9（2）   | 8月18日    |    |        |        |  |  |        |        |
|  | 蒙特內哥羅（点球） | 9（4）   |            |    |        |        |  |  |        |        |
|  | 蒙特內哥羅（点球） | 9（4）   | 蒙特內哥羅 | 8  |        |        |  |  |        |        |
|  | 8月16日            |          | 蒙特內哥羅 | 8  |        |        |  |  |        |        |
|  |                    |          | 12         |    |        |        |  |  |        |        |
|  | 巴西               | 6        |            |    |        |        |  |  |        |        |
|  | 巴西               | 6        | 8月20日    |    |        |        |  |  |        |        |
|  |                    | 10       |            |    |        |        |  |  |        |        |
|  |                    | 7        |            |    |        |        |  |  |        |        |
|  | 8月16日            |          |            |    |        |        |  |  |        |        |
|  |                    | 塞爾維亞 | 11         |    |        |        |  |  |        |        |
|  | 希腊               | 塞爾維亞 | 11         | 5  |        |        |  |  |        |        |
|  | 希腊               | 8月18日  |            | 5  |        |        |  |  |        |        |
|  | 義大利             | 9        |            |    |        |        |  |  |        |        |
|  | 義大利             | 9        | 義大利     | 8  |        |        |  |  |        |        |
|  | 8月16日            |          | 義大利     | 8  |        |        |  |  |        |        |
|  |                    | 塞爾維亞 | 10         |    | 铜牌赛 | 铜牌赛 |  |  |        |        |
|  | 塞爾維亞           | 塞爾維亞 | 10         | 10 | 铜牌赛 | 铜牌赛 |  |  |        |        |
|  | 塞爾維亞           |          | 8月20日    | 10 |        |        |  |  |        |        |
|  | 西班牙             | 7        |            |    |        |        |  |  |        |        |
|  | 西班牙             | 7        | 蒙特內哥羅 | 10 |        |        |  |  |        |        |
|  |                    |          |            |    |        |        |  |  |        |        |
|  | 義大利             | 12       |            |    |        |        |  |  |        |        |
|  | 義大利             | 12       |            |    |        |        |  |  |        |        |

5至8名排位赛
|  | 5至8名半决赛 | 5至8名半决赛 |              |    | 5至6名排位赛 | 5至6名排位赛 |
|  |              |              |              |    |              |              |
|  | 8月18日      |              |              |    |              |              |
|  |              |              |              |    |              |              |
|  | 匈牙利       | 13           |              |    |              |              |
|  | 匈牙利       | 13           | 8月20日      |    |              |              |
|  | 巴西         | 4            |              |    |              |              |
|  | 巴西         | 4            | 匈牙利       | 12 |              |              |
|  | 8月18日      |              | 匈牙利       | 12 |              |              |
|  |              | 希腊         | 10           |    |              |              |
|  | 希腊         | 希腊         | 10           | 9  |              |              |
|  | 希腊         |              |              | 9  |              |              |
|  | 西班牙       | 7            |              |    |              |              |
|  | 西班牙       | 7            | 7至8名排位赛 |    |              |              |
|  |              |              |              |    |              |              |
|  | 8月20日      |              |              |    |              |              |
|  |              |              |              |    |              |              |
|  | 巴西         | 8            |              |    |              |              |
|  | 巴西         | 8            |              |    |              |              |
|  | 西班牙       | 9            |              |    |              |              |

### 1/4决赛
| 2016年8月16日 11:00 | 报告 | 匈牙利                        | 9–9                     | 蒙特內哥羅 | 里约热内卢奧林匹克水上運動中心 裁判： Mark Koganov（阿塞拜疆）、Joseph Peila（美国） |
| 2016年8月16日 11:00 | 报告 | 每節比分： 1–2, 2–3, 3–3, 3–1 |                         |            | 里约热内卢奧林匹克水上運動中心 裁判： Mark Koganov（阿塞拜疆）、Joseph Peila（美国） |
| 2016年8月16日 11:00 | 报告 | 埃尔代伊、瓦莫什 3            | 進球最多球員 （進球數） | 伊沃维奇 3 | 里约热内卢奧林匹克水上運動中心 裁判： Mark Koganov（阿塞拜疆）、Joseph Peila（美国） |

| 2016年8月16日 12:20 | 报告 | 塞爾維亞                      | 10–7                    | 西班牙   | 里约热内卢奧林匹克水上運動中心 裁判： Radosław Koryzna（波兰）、Daniel Flahive（澳大利亚） |
| 2016年8月16日 12:20 | 报告 | 每節比分： 3–1, 4–2, 0–2, 3–2 |                         |          | 里约热内卢奧林匹克水上運動中心 裁判： Radosław Koryzna（波兰）、Daniel Flahive（澳大利亚） |
| 2016年8月16日 12:20 | 报告 | 曼迪奇 4                      | 進球最多球員 （進球數） | 莫利纳 3 | 里约热内卢奧林匹克水上運動中心 裁判： Radosław Koryzna（波兰）、Daniel Flahive（澳大利亚） |

| 2016年8月16日 15:10 | 报告 | 巴西                          | 6–10                    |                    | 里约热内卢奧林匹克水上運動中心 裁判： Adrian Alexandrescu（罗马尼亚）、Benjamin Mercier（法国） |
| 2016年8月16日 15:10 | 报告 | 每節比分： 2–3, 1–4, 3–1, 0–2 |                         |                    | 里约热内卢奧林匹克水上運動中心 裁判： Adrian Alexandrescu（罗马尼亚）、Benjamin Mercier（法国） |
| 2016年8月16日 15:10 | 报告 | Gomes 3                       | 進球最多球員 （進球數） | 加西亚、约科维奇 3 | 里约热内卢奧林匹克水上運動中心 裁判： Adrian Alexandrescu（罗马尼亚）、Benjamin Mercier（法国） |

| 2016年8月16日 16:30 | 报告 | 希腊                          | 5–9                     | 義大利   | 里约热内卢奧林匹克水上運動中心 裁判： Sergey Naumov（俄罗斯）、Boris Margeta（斯洛文尼亚） |
| 2016年8月16日 16:30 | 报告 | 每節比分： 0–2, 2–2, 1–2, 2–3 |                         |          | 里约热内卢奧林匹克水上運動中心 裁判： Sergey Naumov（俄罗斯）、Boris Margeta（斯洛文尼亚） |
| 2016年8月16日 16:30 | 报告 | Fountoulis、Mourikis 2        | 進球最多球員 （進球數） | 菲廖利 3 | 里约热内卢奧林匹克水上運動中心 裁判： Sergey Naumov（俄罗斯）、Boris Margeta（斯洛文尼亚） |

### 5至8名半决赛
| 2016年8月18日 11:00 | 报告 | 匈牙利                        | 13–4                    | 巴西     | 里约热内卢奧林匹克水上運動中心 裁判： Filippo Gomez（意大利）、Masoud Rezvani（伊朗） |
| 2016年8月18日 11:00 | 报告 | 每節比分： 4–1, 3–0, 4–3, 2–0 |                         |          | 里约热内卢奧林匹克水上運動中心 裁判： Filippo Gomez（意大利）、Masoud Rezvani（伊朗） |
| 2016年8月18日 11:00 | 报告 | 埃尔代伊 4                    | 進球最多球員 （進球數） | Baches 2 | 里约热内卢奧林匹克水上運動中心 裁判： Filippo Gomez（意大利）、Masoud Rezvani（伊朗） |

| 2016年8月18日 15:10 | 报告 | 希腊                          | 9–7                     | 西班牙   | 里约热内卢奧林匹克水上運動中心 裁判： Boris Margeta（斯洛文尼亚）、Nenad Peris（克罗地亚） |
| 2016年8月18日 15:10 | 报告 | 每節比分： 1–0, 2–1, 4–3, 2–3 |                         |          | 里约热内卢奧林匹克水上運動中心 裁判： Boris Margeta（斯洛文尼亚）、Nenad Peris（克罗地亚） |
| 2016年8月18日 15:10 | 报告 | Afroudakis、Mourikis 2        | 進球最多球員 （進球數） | 莫利纳 4 | 里约热内卢奧林匹克水上運動中心 裁判： Boris Margeta（斯洛文尼亚）、Nenad Peris（克罗地亚） |

### 半决赛
| 2016年8月18日 12:20 | 报告 | 蒙特內哥羅                    | 8–12                    |          | 里约热内卢奧林匹克水上運動中心 裁判： Adrian Alexandrescu（罗马尼亚）、Joseph Peila（美国） |
| 2016年8月18日 12:20 | 报告 | 每節比分： 3–4, 2–3, 1–1, 2–4 |                         |          | 里约热内卢奧林匹克水上運動中心 裁判： Adrian Alexandrescu（罗马尼亚）、Joseph Peila（美国） |
| 2016年8月18日 12:20 | 报告 | Da·布尔古连、伊沃维奇 3       | 進球最多球員 （進球數） | 布什列 4 | 里约热内卢奧林匹克水上運動中心 裁判： Adrian Alexandrescu（罗马尼亚）、Joseph Peila（美国） |

| 2016年8月18日 16:30 | 报告 | 義大利                        | 8–10                    | 塞爾維亞   | 里约热内卢奧林匹克水上運動中心 裁判： Georgios Stavridis（希腊）、Daniel Flahive（澳大利亚） |
| 2016年8月18日 16:30 | 报告 | 每節比分： 0–3, 2–3, 0–1, 6–3 |                         |            | 里约热内卢奧林匹克水上運動中心 裁判： Georgios Stavridis（希腊）、Daniel Flahive（澳大利亚） |
| 2016年8月18日 16:30 | 报告 | 三名队员 2                    | 進球最多球員 （進球數） | 三名队员 2 | 里约热内卢奧林匹克水上運動中心 裁判： Georgios Stavridis（希腊）、Daniel Flahive（澳大利亚） |

### 7至8名排位赛
| 2016年8月20日 11:40 | 报告 | 巴西                          | 8–9                     | 西班牙     | 里约热内卢奧林匹克水上運動中心 裁判： Vojin Putniković（塞尔维亚）、Stanko Ivanovski（黑山） |
| 2016年8月20日 11:40 | 报告 | 每節比分： 1–3, 2–1, 1–2, 4–3 |                         |            | 里约热内卢奧林匹克水上運動中心 裁判： Vojin Putniković（塞尔维亚）、Stanko Ivanovski（黑山） |
| 2016年8月20日 11:40 | 报告 | 三名队员 2                    | 進球最多球員 （進球數） | 三名队员 2 | 里约热内卢奧林匹克水上運動中心 裁判： Vojin Putniković（塞尔维亚）、Stanko Ivanovski（黑山） |

### 5至6名排位赛
| 2016年8月20日 16:30 | 报告 | 匈牙利                        | 12–10                   | 希腊       | 里约热内卢奧林匹克水上運動中心 裁判： Mark Koganov（阿塞拜疆）、Joseph Peila（美国） |
| 2016年8月20日 16:30 | 报告 | 每節比分： 2–1, 4–4, 3–3, 3–2 |                         |            | 里约热内卢奧林匹克水上運動中心 裁判： Mark Koganov（阿塞拜疆）、Joseph Peila（美国） |
| 2016年8月20日 16:30 | 报告 | 基什、佐兰基 3                | 進球最多球員 （進球數） | 四名队员 2 | 里约热内卢奧林匹克水上運動中心 裁判： Mark Koganov（阿塞拜疆）、Joseph Peila（美国） |

### 铜牌赛
| 2016年8月20日 13:00 | 报告 | 蒙特內哥羅                    | 10–12                   | 義大利       | 里约热内卢奧林匹克水上運動中心 裁判： Boris Margeta（斯洛文尼亚）、Sergey Naumov（俄罗斯） |
| 2016年8月20日 13:00 | 报告 | 每節比分： 1–2, 3–3, 2–4, 4–3 |                         |              | 里约热内卢奧林匹克水上運動中心 裁判： Boris Margeta（斯洛文尼亚）、Sergey Naumov（俄罗斯） |
| 2016年8月20日 13:00 | 报告 | 亚诺维奇 3                    | 進球最多球員 （進球數） | C·普雷休蒂 4 | 里约热内卢奧林匹克水上運動中心 裁判： Boris Margeta（斯洛文尼亚）、Sergey Naumov（俄罗斯） |

### 金牌赛
| 2016年8月20日 17:50 | 报告 |                               | 7–11                    | 塞爾維亞 | 里约热内卢奧林匹克水上運動中心 裁判： Georgios Stavridis（希腊）、Péter Molnár（匈牙利） |
| 2016年8月20日 17:50 | 报告 | 每節比分： 2–3, 1–3, 2–3, 2–2 |                         |          | 里约热内卢奧林匹克水上運動中心 裁判： Georgios Stavridis（希腊）、Péter Molnár（匈牙利） |
| 2016年8月20日 17:50 | 报告 | 苏克诺 3                      | 進球最多球員 （進球數） | 曼迪奇 4 | 里约热内卢奧林匹克水上運動中心 裁判： Georgios Stavridis（希腊）、Péter Molnár（匈牙利） |

## 排名与统计
| \| 排名 \| 队伍 \| \| ---- \| ---------- \| \| 金牌 \| 塞爾維亞 \| \| 銀牌 \| \| \| 銅牌 \| 義大利 \| \| 4 \| 蒙特內哥羅 \| \| 5 \| 匈牙利 \| \| 6 \| 希腊 \| \| 7 \| 西班牙 \| \| 8 \| 巴西 \| \| 9 \| \| \| 10 \| 美国 \| \| 11 \| 法國 \| \| 12 \| 日本 \| | - 最有价值球员： 菲利普·菲利波维奇 - 守门员： 马尔科·比亚奇 - 克里斯蒂安·普雷休蒂 - 桑德罗·苏克诺 - 达尔科·布尔古连 - 吉列尔莫·莫利纳 - 斯洛博丹·尼基奇 - 菲利普·菲利波维奇 来源： |
| 排名 | 队伍 |
| 金牌 | 塞爾維亞 |
| 銀牌 | |
| 銅牌 | 義大利 |
| 4 | 蒙特內哥羅 |
| 5 | 匈牙利 |
| 6 | 希腊 |
| 7 | 西班牙 |
| 8 | 巴西 |
| 9 | |
| 10 | 美国 |
| 11 | 法國 |
| 12 | 日本 |

| 排名 | 运动员              | 得分 | 射球次数 | %  |
| ---- | ------------------- | ---- | -------- | -- |
| 1    | 菲利普·菲利波维奇   | 19   | 44       | 43 |
| 1    | 吉列尔莫·莫利纳     | 19   | 50       | 38 |
| 3    | 桑德罗·苏克诺       | 17   | 45       | 38 |
| 4    | 达尔科·布尔古连     | 15   | 32       | 47 |
| 5    | Ioannis Fountoulis  | 14   | 40       | 35 |
| 5    | 瓦莫什·马顿         | 14   | 30       | 47 |
| 5    | 沃尔高·德奈什       | 14   | 35       | 40 |
| 5    | 彼得罗·菲廖利       | 14   | 38       | 37 |
| 5    | 克里斯蒂安·普雷休蒂 | 14   | 31       | 45 |
| 5    | 竹井昂司            | 14   | 42       | 33 |

| 排名 | 运动员              | %  | 扑救 | 对手射球次数 |
| ---- | ------------------- | -- | ---- | ------------ |
| 1    | 戈伊科·皮耶特洛维奇 | 67 | 14   | 21           |
| 2    | Iñaki Aguilar       | 62 | 16   | 26           |
| 3    | McQuin Baron        | 59 | 19   | 23           |
| 4    | Lea Yanitsas        | 58 | 57   | 98           |
| 5    | Merrill Moses       | 58 | 30   | 52           |
| 6    | Joel Dennerley      | 57 | 29   | 51           |
| 7    | 纳吉·维克托         | 57 | 67   | 118          |
| 7    | 马尔科·德尔伦戈     | 57 | 21   | 37           |
| 9    | James Stanton       | 55 | 22   | 40           |
| 10   | Daniel López        | 55 | 63   | 115          |

## 奖牌获得者
| 金牌 | 银牌 | 铜牌 |
| 塞尔维亚（SRB） 戈伊科·皮耶特洛维奇 · 杜尚·曼迪奇 · 日夫科·戈齐奇 · 萨瓦·兰杰洛维奇 · 米洛什·丘克 · 杜什科·皮耶特洛维奇 · 斯洛博丹·尼基奇 · 米兰·阿列克西奇 · 尼古拉·亚克希奇 · 菲利普·菲利波维奇 · 安德里亚·普尔拉伊诺维奇 · 斯特凡·米特罗维奇 · 布拉尼斯拉夫·米特罗维奇 · 主教练：德扬·萨维奇 | 克罗地亚（CRO） 约瑟普·帕维奇 · 达米尔·布里奇 · 安东尼奥·佩特科维奇 · 卢卡·隆查尔 · 马罗·约科维奇 · 卢卡·布基奇 · 马尔科·马灿 · 安德罗·布什列 · 桑德罗·苏克诺 · 伊万·克拉皮奇 · 安杰洛·舍特卡 · 哈维尔·加西亚 · 马尔科·比亚奇 · 主教练：伊维察·图察克 | 意大利（ITA） 斯特凡诺·滕佩斯蒂 · 弗朗切斯科·迪富尔维奥 · 尼科洛·吉托 · 彼得罗·菲廖利 · 亚历山德罗·韦洛托 · 米夏埃尔·博德加斯 · 安德烈亚·丰代利 · 瓦伦蒂诺·加洛 · 克里斯蒂安·普雷休蒂 · 尼古拉斯·普雷休蒂 · 马泰奥·艾卡尔迪 · 亚历山德罗·诺拉 · 马尔科·德尔伦戈 · 主教练：亚历山德罗·坎帕尼亚 |